# 陳銘剛
陳銘剛（Chan Ming Kong，1985年7月1日—），生於香港，已退役香港足球運動員，司職防守中場，曾效力港甲俱樂部深水埗。現時以主教練身份帶領九龍城出戰香港超級聯賽。

## 早年生活
陳銘剛生於香港，自幼已經開始接觸足球運動，在青年軍時代已經顯示出其領導才能，於12歲時更是體院足球部解散前最後一批學員，而香港足總於2002年為備戰2008年北京奧運外圍賽，選擇從各個球會青年軍吸納包括陳銘剛等不同年輕球員長期一同集訓和比賽，由丙組開始作賽至頂級聯賽，可是最終未能晉級北京奧運決賽周。

## 球員生涯
而陳銘剛在效力香港08期間，其冷靜傳送護球和閱讀球賽能力令很多球迷對他留下深刻印象，直到2007年香港08解散後獲公民邀請加盟，惟加盟後他未能站穩正選位置，於一季後外借到愉園，雖然球隊成績不理想不過他的表現使人滿意，到2010年他終於得到前列球會天水圍飛馬垂青，更不時獲陳曉明教練信任安排在亞協盃或重要盃賽中上陣，期間更於2011年助球會奪得聯賽季軍，到2012年夏天轉會南區，可是當時與球隊不太合得來，只效力半季便離開加盟標準流浪，兩季後感到意興闌珊後離開球圈，轉到銀行工作告別職業足球，直至2016年7月他獲鬧兵荒的港超聯球會理文流浪主教練馮凱文邀請復出重返球圈，到球季完結後陳銘剛隨流浪職球員一同轉投新成立的港超聯球會理文。
陳銘剛於2020－21球季加盟甲組球會深水埗。

## 教練生涯
2023－24球季，陳銘剛為港超聯球會深水埗的助教。
2024－25球季，陳銘剛為港超聯球會九龍城的主教練。

## 球場以外
陳銘剛畢業於香港城市大學，並擁有城市大學工商管理學士學位，而他畢業後亦嘗試在商界大展拳腳，於2012年與朋友合資過百萬元在觀塘工廈開設全港首個室內足球場，惟最終因為租金壓力而無奈結業，到2015年離開球圈入職銀行負責櫃枱的工作，告別職業足球，不過他心底裡最嚮往的始終還是與足球為伴，結果他在2016年選擇離職，隨後他開設足球學校Konter，以凱景名義出戰青年聯賽。

## 球會榮譽
理文
- 香港菁英盃冠軍（2018–19季度）

飛馬
- 香港聯賽盃亞軍（2011–12季度）
- 香港甲組聯賽亞軍（2011–12季度）
- 香港足總盃亞軍（2011–12季度）

## 外部連結
- 香港足球總會網頁球員資料 （页面存档备份，存于）